# Formica pulchella
Formica pulchella är en myrart som beskrevs av Oswald Heer 1850. Formica pulchella ingår i släktet Formica och familjen myror. Inga underarter finns listade i Catalogue of Life.